# سن-مر-د-فوسه
شهر سَن-مُر-دِ-فوسه (به فرانسوی: Saint-Maur-des-Fossés) در شهرستان ول-دو-مرن در ناحیه ایل-دو-فرانس با جمعیت ۷۵٬۲۱۴ نفر در کشور فرانسه واقع شده‌است